# 今さら言えない小さな秘密
『今さら言えない小さな秘密』（いまさらいえないちいさなひみつ、Raoul Taburin）は、2018年のフランスのコメディ映画。監督はピエール・ゴドー、出演はブノワ・ポールヴールドとエドゥアール・ベールなど。ジャン＝ジャック・サンペの1997年のバンド・デシネ（漫画）『とんだタビュラン』を映画化した作品である。
2018年の「De l'écrit à l'écran」映画祭で初上映された。

## ストーリー
ラウル・タビュランは、プロヴァンスのとある村で自転車修理工として働き、その腕の良さで村人の尊敬を集めていた。しかし、ラウルには村人はもとより、愛する妻マドレーヌにも明かしていない子どもの頃からのある秘密があった。それは何と、自転車に乗ることができないということだった。そして時が経つほど、ラウルは誰にもその事実を打ち明ける勇気が出せなくなっていた。
そんなある日、田舎を撮影している写真家のエルヴェがパリから村にやってきた。ラウルと意気投合した彼は、ラウルが自転車に乗って坂道を下るところを撮影しようと言い出す。これに慌てたラウルは、秘密がばれるのを恐れて何とか阻止しようとする。しかし、そのためにエルヴェの作業場から盗み出したカメラが父親の形見だと知ったラウルは、罪悪感から意を決して撮影に応じることにする。
山道を降っていくところを撮影することになったが、エルヴェが開始の合図をする前にラウルは自転車で猛スピードで走り去っていき、そのまま崖下に転落してしまう。命に別状はなかったが大怪我をしたラウルは、これで秘密が村中に知れ渡ったと、どこかで安堵する気持ちになる。ところが、ラウルが崖下に転落する瞬間、空を舞っている姿を捉えたエルヴェの写真が新聞に掲載されたことから、命知らずの神業としてラウルの名声は一段と高まってしまう。
この事態に、ラウルはエルヴェに真実を告白しようとするが、逆にエルヴェから今回の写真は自分が撮ったわけではなく、たまたま三脚が倒れた瞬間にシャッターが押されてしまって撮れたものであり、そもそも自分は動く被写体を撮ることができないと告白される。
一方、妻マドレーヌは幼い息子が自転車を押して歩く姿から、幼い頃、ラウルが人目を忍んで自転車を練習していたことを思い出し、ラウルが本当は自転車に乗れないことにようやく気付く。こうしてラウルとマドレーヌの2人の間に隠し事はなくなり、幼い息子はラウルとは違って自転車に乗れるようになる。
ラウルはエルヴェに形見のカメラを返すと、本当は自転車に乗れないことを告白する。互いに正直な気持ちをぶつけ合った2人は一段と友情を深め合う。

## キャスト
- ラウル・タビュラン: ブノワ・ポールヴールド - 自転車修理工。
  - 20歳: ヴィクトール・アッシエ
  - 11歳: ティミ＝ジョワ・マルボ
  - 6歳: テオ・ギャレ
- エルヴェ・フィグーニュ: エドゥアール・ベール - 写真家。
- マドレーヌ: スザンヌ・クレマン - ラウルの妻。
  - 20歳: イローナ・バシュリエ（フランス語版）
  - 6歳: シタレ・ヴァスト
- ラウルの父: グレゴリー・ガドゥボワ - 郵便配達人。
- ソヴール・ビロング: ヴァンサン・ドゥサニャ（フランス語版） - 自転車選手。
  - 20歳: レオ・デュソリエ
- ジョジアーヌ: カリーヌ・オーツ - ラウルの元恋人。ソヴールの妻。
  - 20歳: マリルー・オシユー（フランス語版）

## 作品の評価
アロシネによれば、フランスの20のメディアによる評価の平均点は5点満点中3.2点である。